# Krug (roman)
Krug je roman bosanskohercegovačkog književnika Meše Selimovića, posmrtno objavljen 1983. godine.

## O djelu
Roman Krug je pisan od 1973. do 1976. godine u dužim i kraćim razdobljima u kojim se Meša Selimović, već oslabljenog zdravlja, osjećao bolje. Rad na tom, posljednjem djelu obilježen je i autorovim učestalim nezadovoljstvom inačicama i konačnim redakcijama svakog poglavlja. Posmrtno izdanje Selimovićevog Kruga na srpskohrvatskom jeziku priredio je Nikola Vujčić. Rukopis je ostao sačuvan u sedam svezaka. Krug je nedovršen, ali svojom strukturom i značenjskom kompaktnošću funkcionira kao cjelovita proza. 
Romanom Krug, nezavršenim ali poetički i kompozicijski kompaktnim, Meša Selimović se vraća svojoj dominantnoj egzistencijalnoj temi; je li čovjekov život sudbinski predodređen i je li čovjekova sloboda posljedica raznih društvenih ili metafizičkih međuzavisnosti. Ovo je treća knjiga u opusu ovoga pisca koja se bavi ovom temom ali bez vremenske distance koja dramu glavnog lika smješta u povijesni kontekst kao u romanima Derviš i smrt i Tvrđava. U društvenoj ekspoziciji romana Krug je razdoblje takozvanog real-socijalizma proleterskog društva i pobune idealne svijesti glavnog junaka Vladimira protiv vladajuće hijerarhije, ideološkog oportunizma i izdaje bivših revolucionara.
Krug se otvara Vladimirovim saznanjem istine o Mladenu, starijem bratu, poginulom u listopadu 1944. godine. Mladen je proglašen herojem Revolucije, ali je svojim činom u smrt povukao i oca i majku. Međutim, bio je vidljiv samo Mladen. Vladimir, iako herojev brat i jedini preživjeli član obitelji, nije pozvan na svečanost otvaranja spomen-muzeja u njihovoj rodnoj kući. Iznerviran tim potezom partijskih drugova, on samovoljno napušta radnu akciju. Od tog momenta pa do (uvjetno rečeno) kraja romana pisac ostvaruje cijelu galeriju likova u pretežno kontrastnim odnosima. Ali ti, selimovićevski kontrasti određeni su nijansama autorovog pogleda na političke, socijalne i kulturne razlike svakog lika ponaosob.
Svaki lik Kruga, bio mlad ili star, nosi teret vlastite prošlosti. Vladimirov teret je najdramatičniji i najslojevitiji. Osjećanje bola i praznine prisiljava ga neprestano graditi lik poginulog brata i zamišljati slike tragedije koja je pogodila i njihove roditelje. Svečanost otvaranja spomen-muzeja neposredno utječe na jačanje njegovog kritičkog pogleda na stvarnost. U svojoj percepciji nepomirljivih razlika generacije partizana i generacije njihovih sinova on postaje svjesniji sam sebe i shvaća da niti jednoj ideologiji, pa tako ni komunističkoj, ne treba dozvoliti da ga oblikuje prema svojoj doktrini. To u njemu definitivno rađa sumnju u dotad čvrstu vjeru u neprikosnovenost Partije i Revolucije.
Romanom Krug Meša Selimović se vraća svojoj dominantnoj egzistencijalnoj temi; je li čovjekov život sudbinski predodređen i je li čovjekova sloboda posljedica raznih društvenih ili metafizičkih zavisnosti.

## Vanjske poveznice
- Krug